# چاهان (دامن)
چاهان یک منطقهٔ مسکونی در ایران است که در دهستان دامن واقع شده‌است. چاهان ۱۶۶ نفر جمعیت دارد.